# UFC 122
UFC 122: Marquardt vs. Okami（ユーエフシー・ワントゥエンティツー：マーコート・バーサス・オカミ）は、アメリカ合衆国の総合格闘技団体「UFC」の大会の一つ。2010年11月13日、ドイツ・ノルトライン＝ヴェストファーレン州オーバーハウゼンのケーニッヒ・ピルスナー・アリーナで開催された。
UFC 99以来2度目のドイツ開催となった。

## 大会概要
メインイベントではネイサン・マーコートと岡見勇信によるUFC世界ミドル級王座挑戦者決定戦が行われ、岡見がマーコートに3-0の判定勝ちを収めた。
キャリア9戦全勝のCWFCウェルター級王者パスカル・クラウス、8戦全勝のカルロス・エドゥアルド・ホシャ、7戦全勝のマーク・スキャンロンがUFCデビュー。

## 試合結果

### プレリミナリィカード
第1試合 ウェルター級 5分3R
○  カルロス・エドゥアルド・ホシャ vs.  クリス・マックレー ×
1R 2:21 膝十字固め
第2試合 ライトヘビー級 5分3R
○  カーロス・ヴェモラ vs.  セス・ペトルゼリ ×
1R 3:46 TKO（レフェリーストップ：パウンド）
第3試合 ミドル級 5分3R
○  カイル・ノーク vs.  ロブ・キモンズ ×
2R 1:33 チョークスリーパー
第4試合 ウェルター級 5分3R
○  パスカル・クラウス vs.  マーク・スキャンロン ×
3R終了 判定3-0（30-27、30-27、30-27）
第5試合 ライトヘビー級 5分3R
○  ウラジミール・マティシェンコ vs.  アレッシャンドリ・カカレコ ×
1R 2:20 TKO（レフェリーストップ：マウントパンチ）

### メインカード
第6試合 ウェルター級 5分3R
○  ドゥエイン・ラドウィック vs.  ニック・オシピチェック ×
3R終了 判定2-1（28-29、29-28、29-28）
第7試合 ライトヘビー級 5分3R
○  クシシュトフ・ソシンスキー vs.  ゴラン・レルジッチ ×
3R終了 判定3-0（30-27、30-27、30-27）
第8試合 ウェルター級 5分3R
○  アミール・サダロー vs.  ペーター・ソボッタ ×
3R終了 判定3-0（30-27、30-27、30-27）
第9試合 ライト級 5分3R
○  デニス・シヴァー vs.  アンドレ・ウィナー ×
1R 3:37 チョークスリーパー
第10試合 ミドル級王座挑戦者決定戦 5分3R
○  岡見勇信 vs.  ネイサン・マーコート ×
3R終了 判定3-0（29-28、29-28、30-27）
※岡見が挑戦権獲得に成功。

### 各賞
ファイト・オブ・ザ・ナイト：パスカル・クラウス vs. マーク・スキャンロン
ノックアウト・オブ・ザ・ナイト：カーロス・ヴェモラ
サブミッション・オブ・ザ・ナイト：デニス・シヴァー
各選手にはボーナスとして60,000ドルが支給された。